# Jaroslav Krákora
Jaroslav Krákora (* 25. října 1955 Chomutov) je český lékař a politik, v letech 2002 až 2017 poslanec Poslanecké sněmovny PČR za ČSSD.

## Biografie
Většinu života strávil v Chomutově. Působil jako praktický lékař pro děti a dorost v Chomutově. Před rokem 1989 byl členem KSČ.
V senátních volbách roku 1996 byl kandidátem Strany zelených do horní komory parlamentu za senátní obvod č. 5 - Chomutov. V 1. kole získal 18 % hlasů a nepostoupil do 2. kola. V komunálních volbách roku 1994, komunálních volbách roku 1998, komunálních volbách roku 2002 a komunálních volbách roku 2006 byl zvolen do zastupitelstva města Chomutov, v roce 1994 jako bezpartijní za Stranu zelených, v následných volbách již jako člen ČSSD. Profesně se uvádí jako dětský lékař.
Ve volbách v roce 2002, volbách v roce 2006, volbách v roce 2010 a volbách v roce 2013 byl zvolen do poslanecké sněmovny za ČSSD (volební obvod Ústecký kraj). V prvním volebním období byl členem sněmovního výboru pro sociální politiku a zdravotnictví (od roku 2004 jako jeho předseda), ve druhém volebním období zasedal ve výboru pro zdravotnictví (v letech 2009-2010 coby jeho předseda) a také působil na postu místopředsedy poslaneckého klubu ČSSD. Ve třetím volebním období byl místopředsedou výboru pro zdravotnictví a místopředsedou poslaneckého klubu ČSSD. Ve volbách do Poslanecké sněmovny PČR v roce 2017 obhajoval svůj poslanecký mandát za ČSSD v Ústeckém kraji, ale neuspěl.
Ve volbách do Senátu PČR v roce 2018 kandidoval za ČSSD v obvodu č. 5 – Chomutov. Se ziskem 5,16 % hlasů skončil na 6. místě.
V krajských volbách roku 2000 byl zvolen do Zastupitelstva Ústeckého kraje za ČSSD. Zasedal zde do roku 2004. V krajských volbách v roce 2020 byl lídrem kandidátky ČSSD v Ústeckém kraji, ale nebyl zvolen, protože kandidátka nepřekročila hranici 5% hlasů nezbytnou pro vstup do krajského zastupitelstva.